# Friedrich Tappenbeck
Friedrich Gerhard Tappenbeck (* 9. Juli 1820 in Oldenburg; † 20. September 1893 ebenda) war ein deutscher Politiker und Justizminister des Großherzogtums Oldenburg.

## Leben
Tappenbeck entstammte einer ursprünglich aus Fallersleben stammenden und seit dem 18. Jahrhundert in der Mark Brandenburg ansässigen Familie. Sein Großvater der Kaufmann Johann Friedrich Tappenbeck (1744–1824) kam im Jahre 1784 nach Oldenburg, wo die Familie bald einige wichtige Positionen im Staatsdienst Oldenburgs einnahm.
Tappenbeck war der Sohn des Kaufmanns Ernst Friedrich Tappenbeck (1792–1823). Er besuchte das Gymnasium in Oldenburg und studierte anschließend Rechtswissenschaften an den Universitäten Heidelberg, Berlin und Göttingen. Nach dem Studium trat er als Auditor in den Staatsdienst des Großherzogtums Oldenburg und war in dieser Funktion nacheinander in Burhave, Eutin und Damme tätig. Auch politisch war er in dieser Zeit bereits engagiert und saß von 1849 bis 1851 als Abgeordneter im oldenburgischen Landtag.
1851 wurde Tappenbeck Landgerichtsassessor in Ovelgönne, 1853 wechselte er in gleicher Stellung nach Delmenhorst. 1856 folgte eine Tätigkeit als Hilfsarbeiter am Oberappellationsgericht Oldenburg und 1858 die Versetzung als Obergerichtsassessor und Staatsanwalt nach Varel. Seine weiteren Beförderungen waren danach die zum Obergerichtsrat 1862, zum Appellationsrat 1865 und zum Oberappellationsrat 1872. 1876 wurde er Mitglied des Evangelischen Oberschulkollegiums, dessen Vorsitz er ein Jahr später übernahm. Am 18. Januar 1878 wurde Tappenbeck dann als Geheimer Staatsrat Mitglied des oldenburgischen Staatsministeriums. Er übernahm als Nachfolger von Wilhelm Mutzenbecher die Departements der Justiz sowie der Kirchen und Schulen und erhielt 1880 auch offiziell den Ministertitel. Sieben Jahre später, am 17. April 1887 wurde er zur Disposition gestellt und am 1. Oktober 1890 in den Ruhestand versetzt.
Seit 1843 gehörte er dem Literarisch-geselligen Verein Oldenburgs an.

## Familie
Tappenbeck heiratete 1853 Wendeline Ernestine Sophie geb. von Lindelof (1834–1921), die Tochter des Oberjustizrats und Landvogts Heinrich von Lindelof (1793–1878) und Nichte des darmstädtischen Ministerpräsidenten Friedrich von Lindelof (1794–1882). Weiterhin war sie auch weitläufig mit Bernhard Dietrich von Wardenburg verwandt, der als Stammvater des Adelsgeschlechts Wardenburg auch Vorfahr zahlreicher oldenburgischer Beamter und Pastoren war. Das Paar hatte fünf Kinder, von denen Karl Tappenbeck (1858–1941) Oberbürgermeister Oldenburgs wurde und die Tochter Alida Tappenbeck (1864–1953) den oldenburgischen Minister Otto Graepel (1857–1924) heiratete.